# Branch (Terranova y Labrador)
Branch es un pueblo canadiense situado en la provincia de Terranova y Labrador.

## Superficie
Branch tiene una superficie de 16,18 km².

## Demografía
En 2021, tenía 177 habitantes, una densidad poblacional de 10,9 hab./km², y 142 viviendas.